# 애니팡2
《애니팡2》(Anipang 2)는 선데이토즈가 만든, 카카오톡을 기반으로 한 모바일 퍼즐 게임이다. 동물 세 마리 이상을 가로, 세로로 맞춰 없애면 되며, 스테이지의 주어진 맵을 이동 제한 안에 다음 주어진 임무를 완료하면 된다: 주어진 점수 이상 획득, 빙판 깨기, 열기구 연료/물방울을 바닥으로 내리기, 모든 팡이 없애기, 보석 가공하기, 거미줄 제거하기, 나무상자 부수기, 양을 우리에 넣기 등 미션이 다양하다.

## 게임플레이
가로, 세로 한 줄로 동물 네 마리를 모으면 동물에 고글이 씌어진 세로, 가로 직선팡이 나타나며 이 때 동물 세 마리를 맞추면 해당하는 방향 한 줄을 없앨 수 있다. 동물 다섯 마리를, L자 또는 T자로 모으면 동그란 고글이 씌어지며, 세 마리를 맞추면 둥글게 2칸으로 주변의 동물이 없어진다. 가로, 세로 일직선으로 동물 다섯 마리를 모으면 랜덤팡이 나타난다. 랜덤팡은 옆의 동물을 밀어서 해당 동물을 없앨 수 있고, 고글팡과 같이 효과가 적용되어 있으면 해당 동물에도 효과가 나타난다.
게임 전 사용할 수 있는 아이템으로는 추가 이동 3회, 랜덤팡, 직선팡 소환, 번개팡, 폭죽팡, 추가 이동 2배, 지원군 소환이 있으며 게임 중에는 클릭팡(동물/장애물 한 개를 클릭하여 없앤다/데미지 10을 준다), 원형팡(동물에 고글을 씌운다), 체인지팡(동물의 위치를 서로 바꾼다), 바람개비(화면의 블록을 모두 섞는다)를 사용할 수 있다.

## 논란
애니팡2는 King의 캔디크러쉬사가의 게임 방식이 비슷하다는 논란이 있다.